# Шульте-Дрюггелте, Бернард
Бернард Шульте-Дрюггелте (полное имя Бернард Август Шульте-Дрюггелте, род. 5 февраля 1951, Мёнезее, Германия) — немецкий политик, член Христианско — Демократического Союза (ХДС) а также член Бундестага.

## Образование и трудовая деятельность
После прохождения сельскохозяйственной стажировки, он начал изучение прикладных наук культивации в Падерборнском университете, где в 1973 он получил диплом инженера. Затем он учился в Геттингенском и в Боннском университетах, где в 1978 году получил диплом в области сельскохозяйственного машиностроения. После этого он работал в качестве независимого земледельца и лесовода.
Шульте-Дрюггелте женат и имеет четверых детей.

## Политическая карьера
В 1972 году Шульте-Дрюггелте вступил в ХДС и был казначеем её районной ассоциации в Зосте с 1989 по 1995 год. С 1995 года он был районным председателем ХДС. С 1979 по 1989 он был избран в районный совет Зоста.
С 2002 года Шульте-Дрюггелте является членом Бундестага Германии. Он является членом совета старейшин, комитета по бюджету и председателем подкомитета по вопросам Европейского союза, подкомитета комитета по бюджету. Он также является членом германо-балтийской парламентской группы, немецко-греческой парламентской группы, а также немецко-канадской парламентской группы Бундестага.